# Cai Gongshi
Cai Gongshi (蔡公時), né le 1er mai 1881 et exécuté à l'âge de 47 ans le 3 mai 1928 à Jinan en Chine, est un émissaire du Kuomintang qui fut tué par des soldats japonais durant l'incident de Jinan. Selon des sources chinoises, les Japonais lui auraient cassé la jambe, brisé les dents, coupé la langue et abattu. Les seize autres membres de son équipe de négociateurs furent également mutilés et tués le même jour.

## Notes et références

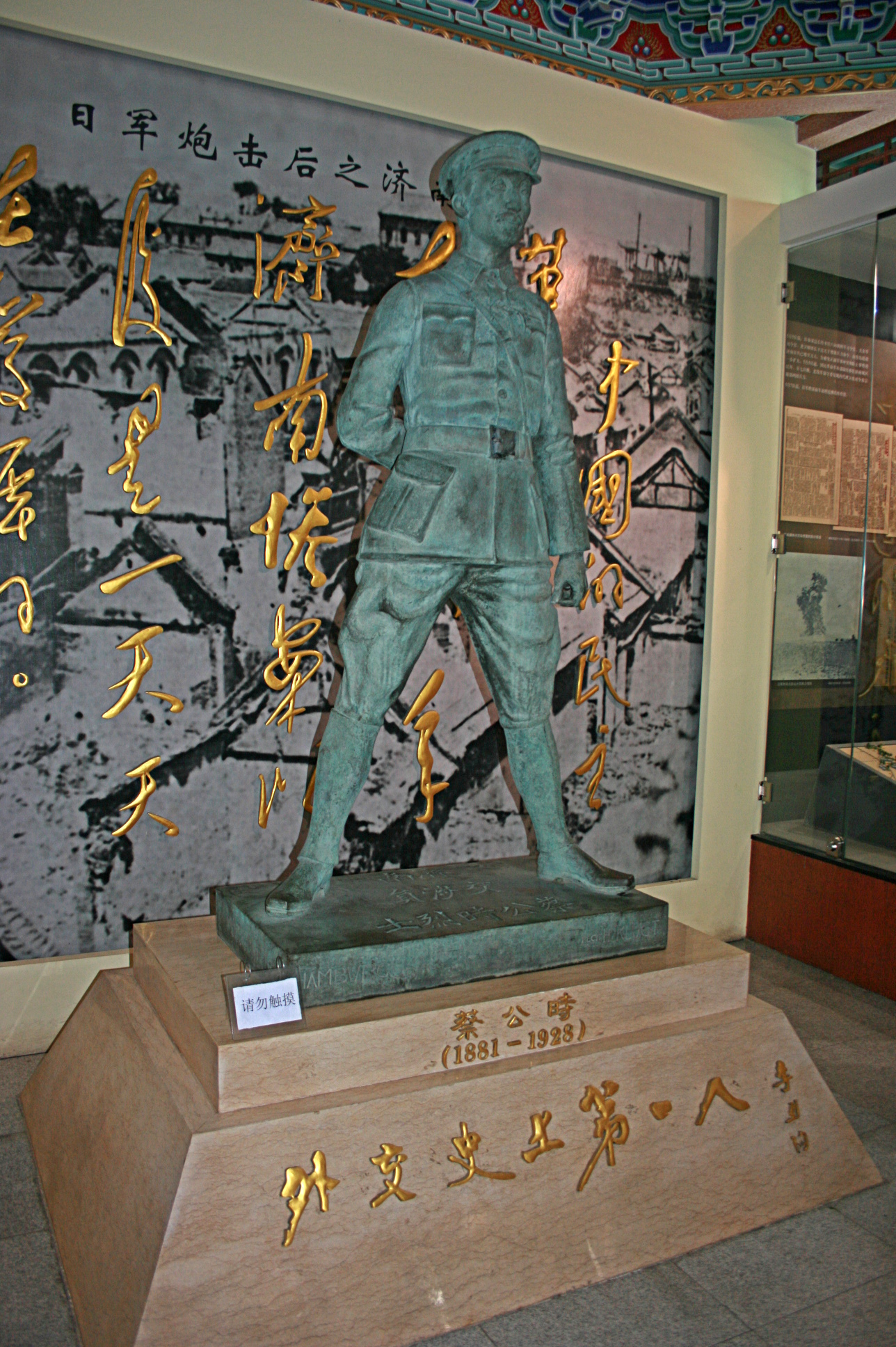
Statue de Cai Gongshi au mémorial de l'incident de Jinan au parc de la source Baotu à Jinan.